# Боб Балабан
Роберт Елмер „Боб” Балабан (енгл. Robert Elmer "Bob" Balaban; Чикаго, Илиној, 16. август 1945), амерички је позоришни, филмски, телевизијски и гласовни глумац.